# Bohumil Tomášek
Bohumil Tomášek (21. června 1936 – 2. listopadu 2019) byl trenér, sportovní funkcionář a československý basketbalista, účastník Olympijských her 1960, dvakrát stříbrný medailista z Mistrovství Evropy 1959, 1967 a dvojnásobný mistr Československa 1960 a 1969. Vystudoval strojní fakultu ČVUT v Praze. Je zařazen na čestné listině zasloužilých mistrů sportu.

## Život
S basketbalem začal při studiu na gymnáziu v Opavě. V československé basketbalové lize odehrál celkem 13 sezón v letech (1956-1969). V prvoligovém družstvu Spartak Sokolovo / od roku 1965 Sparta ČKD Praha odehrál 9 sezón (1956–1966), z toho jednu sezónu 1960/61 byl v Dukle Mariánské Lázně, dále tři sezóny (1966–1969) za Slavia VŠ Praha. Celkem získal devět medailí, se Spartakem Sokolovo šest medailí, jednu zlatou za titul mistra Československa 1960, stříbrnou za druhé místo (1959) a čtyři bronzové za třetí místa (1957, 1962, 1964, 1966), se Slavií VŠ Praha tři medaile, jednu zlatou za titul mistra Československa 1969 a dvě stříbrné za druhá místa (1967, 1968). V československé basketbalové lize po zavedení podrobných statistik zápasů (od sezóny 1962/63) zaznamenal 2645 bodů.  V letech 1969–1972 hrál německou Bundesligu za SSV Hagen.
S týmem Spartak Sokolovo / Sparta Praha se zúčastnil Poháru evropských mistrů v basketbale 1961, vyhráli 5 ze 6 zápasů. Vyřadili Wolves Amsterdam (Holandsko) a Torpan Pojat Helsinky (Finsko), neuspěli až ve čtvrtfinále proti CCA Steaua Bukurešť (Rumunsko), rozhodl rozdíl 8 bodů ve skóre ze 2 zápasů.
S týmem Slavia VŠ Praha startoval třikrát ve FIBA evropských klubových pohárech. V Poháru evropských mistrů 1967 se probojovali do semifinále a skončili na třetím místě. V roce 1968 hráli ve finále soutěže FIBA - Pohár vítězů národních pohárů a v Athénách před 65 tisíci diváků prohráli s AEK Athény, Řecko 82-89. V roce 1969 tento pohár tým vyhrál po výhře ve Vídni nad Dynamo Tbilisi (Gruzie) 80-74.
Hrál na Olympijských hrách v Římě v roce 1960, dosažené páté místo je nejlepší umístění československého mužského basketbalu na OH. Na předolympijském turnaji (Bologna, Itálie) byl nejlepším střelcem Československa s 85 body v 5 utkáních (průměr 17 bodů na zápas) a na olympijském turnaji v 8 utkáních zaznamenal 103 bodů a s průměrem 12,9 bodu na zápas byl za Jiřím Baumrukem druhým nejlepším střelcem družstva, které v boji o 5. místo porazilo Jugoslávii 98-93 (Baumruk 34 a Tomášek 19 bodů).
Zúčastnil se pěti Mistrovství Evropy v letech 1959-67 se ziskem dvou stříbrných medailí. Hrál na Mistrovství Evropy 1959 v Istanbulu (2. místo), 1961 v Bělehradě (5. místo), 1963 ve Vratislavi, Polsko (10. místo), 1965 v Moskvě (7. místo) a 1967 v Helsinkách, Finsko (2. místo). Za reprezentační družstvo Československa odehrál za 12 let celkem 205 zápasů, z toho 46 utkání v oficiálních soutěžích FIBA, v nichž zaznamenal 417 bodů. V listopadu 1967 v Antverpách hrál dvě utkání za družstvo výběru Evropy.
V roce 2001, v anketě o nejlepšího českého basketbalistu dvacátého století, skončil na 25. místě. V roce 2012 byl uveden do Síně slávy České basketbalové federace.

## Hráčská kariéra

### Kluby
- 1956–1960 Spartak Sokolovo - 1. místo (1960), 2. místo (1959), 3. místo (1957), 4. místo (1958)
- 1960-1961 Dukla Mariánské Lázně - 11. místo (1961)
- 1961–1966 Spartak Sokolovo / od roku 1965 Sparta ČKD Praha - 3x 3. místo (1962, 1964, 1966), 4. místo (1963), 5. místo (1965)
- 1966–1969 Slavia VŠ Praha - 1. místo (1969), 2x 2. místo (1967, 1968)
- 1969–1972 SSV Hagen, Německo
- Československá basketbalová liga celkem 13 sezón (1956-1969), (od sezóny 1962/63) 2645 bodů a 9 medailových umístění
  - 2x mistr Československa (1960, 1969), 3x vicemistr (1959, 1967, 1968), 4x 3. místo (1957, 1962, 1964, 1966)

FIBA Pohár evropských mistrů
- 1960/61 se Spartou Praha postup až do čtvrtfinále (bilance 5 vítězství ze 6 zápasů)
- 1966/67 s VŠ Praha na celkovém 3. místě (bilance 8 vítězství z 11 zápasů)

FIBA Pohár vítězů národních pohárů
- 1967/68 s VŠ Praha na celkovém 2. místě (bilance 5 vítězství ze 7 zápasů), když v Athénách před 80 000 diváky podlehli až ve finále Simmenthal Milano
- 1968/69 s VŠ Praha vítězem Evropského poháru, ve finále vítězství nad Dinamo Tbilisi (bilance 7 vítězství ze 7 zápasů)

### Československo
- Předolympijská kvalifikace 1960, Bologna. Itálie (85 bodů /5 zápasů), 1. místo
- Olympijské hry 1960 Řím (103 bodů /8 zápasů), 5. místo
- Mistrovství Evropy 1959 Istanbul, Turecko (48 bodů /7 zápasů) 2. místo, 1961 Bělehrad, Jugoslávie (70 /8), 5. místo, 1963 Vratislav, Polsko (57 /9), 10. místo, 1965 Moskva (35 /5), 7. místo, 1967 Helsinky, Finsko (19 /4), 2. místo
  - Na pěti Mistrovství Evropy 2x vicemistr Evropy a stříbrná medaile (1959, 1967) a celkem 229 bodů ve 33 zápasech
- Světové akademické hry 1957 Paříž (4. místo)

## Trenér
- 1970–1972: SSV Hagen, Německo - hrající trenér
- 1978–1988: trenér mládeže ve Slavii VŠ Praha

## Funkcionář
- 1972–1976: technický vedoucí reprezentačního družstva Československa v basketbale